# Bernd Ebert
Bernd Ebert (*  1972 in Berlin) ist ein deutscher Kunsthistoriker mit dem Schwerpunkt Altmeister und Generaldirektor der Staatlichen Kunstsammlungen Dresden. 

## Werdegang
Bernd Ebert absolvierte zunächst in Dresden eine Ausbildung bei der Deutschen Bank zum Bankkaufmann. Anschließend studierte er in Bonn Kunstgeschichte, Rechtswissenschaft und Betriebswirtschaftslehre. 2005 wurde er mit summa cum laude und einer Dissertation zu den niederländischen Barockmalern Simon (1610–1661) und Isaack Luttichuys (1616–1673) promoviert. In diesem Rahmen führten ihn mehrjährige Forschungsaufenthalte in die Niederlande. Anschließend arbeitete er für Privatsammlungen und den Kunsthandel. Tätig war er für zahlreiche Museen, darunter die Kunsthalle Emden, das Metropolitan Museum of Art in New York, die Newtown Galleries in Johannesburg, die National Gallery of South Africa und das Irma Stern Museum in Kapstadt. Als Gastwissenschaftler forschte er 2011 am Getty Research Institute in Los Angeles.
Ebert war von 2005 bis 2013 zunächst als wissenschaftlicher Museumsassistent in der Generaldirektion und Gemäldegalerie und anschließend als wissenschaftlicher Referent des Generaldirektors der Staatlichen Museen zu Berlin – Stiftung Preußischer Kulturbesitz tätig. Dort war er unter anderem zuständig für die internationalen Beziehungen und koordinierte die Bereiche Forschung und Wissenschaft sowie internationale sammlungsübergreifende Kooperationen, darunter das EU-Twinning Projekt mit dem Georgischen Nationalmuseum in Tiflis. 2011 war Ebert von Berlin aus am umstrittenen Ausstellungsprojekt Kunst der Aufklärung im Chinesischen Nationalmuseum in Peking beteiligt, die organisiert wurde von den Museumsverbänden in Berlin, Dresden und München. Von 2013 bis April 2025 leitete er die Sammlung für Holländische und Deutsche Barockmalerei an der Alten Pinakothek München der Bayerischen Staatsgemäldesammlungen und war damit verantwortlich für die Staatsgalerien in Bayreuth und Bamberg.
Ebert war kommissarischer Leiter des Referats Fotoatelier, Foto- und Diathek bei den Münchener Pinakotheken der Bayerischen Staatsgemäldesammlungen. Zum 1. Mai 2025 hat er in der Nachfolge von Marion Ackermann die Leitung der Staatlichen Kunstsammlungen Dresden übernommen. Der Vertrag läuft bis 30. Juni 2033.
Ebert kuratierte zahlreiche Sonderausstellungen, darunter 2006/2007 Kreis, Kugel, Kosmos in Berlin und Schwäbisch Hall, 2016 Renaissance und Reformation in Los Angeles, 2018/19 Utrecht, Caravaggio und Europa in Utrecht und München sowie 2024/2025 Rachel Ruysch. Nature into Art in München, Toledo und Boston sowie Projekte in China, Indien, Brasilien, den Golf-Staaten und Georgien.

## Publikationen
- mit Cécile Tainturier und Quentin Buvelot (Hrsg.): Jacobus Vrel. Auf den Spuren eines rätselhaften Malers, mit einem kommentierten Werkverzeichnis. Hirmer, München 2021, ISBN 978-3-7774-3586-2 (französischsprachige Ausgabe ISBN 978-3-7774-3588-6, englischsprachige ISBN 978-3-7774-3587-9).
- mit Liesbeth M. Helmus (Hrsg.): Utrecht, Caravaggio und Europa. Ausstellungskatalog. Centraal Museum Utrecht 16.12.2018–24.3.2019; Bayerische Staatsgemäldesammlungen, Alte Pinakothek München, 17.4.2019–21.7.2019, München. Hirmer, München 2018, ISBN 978-3-7774-3132-1 (englischsprachige Ausgabe ISBN 978-3-7774-3133-8, französischsprachige ISBN 978-3-7774-3183-3).
- Simon und Isaack Luttichuys. Monographie mit kritischem Werkverzeichnis. Deutscher Kunstverlag, München/Berlin 2009, ISBN 978-3-422-06815-5.
- mit Günther Schauerte (Hrsg.): PKS. Hommage an Peter-Klaus Schuster. Verein der Freunde der Nationalgalerie, Berlin 2008.